# Patrimoni dell'umanità della Macedonia del Nord
I patrimoni dell'umanità della Macedonia del Nord sono i siti dichiarati dall'UNESCO come patrimonio dell'umanità in Macedonia del Nord, la quale è divenuta parte contraente della Convenzione sul patrimonio dell'umanità il 30 aprile 1997 con il nome di Repubblica ex-jugoslava di Macedonia (per via della disputa sul nome con la Grecia).
Al 2021 i siti iscritti nella Lista dei patrimoni dell'umanità sono due, mentre quattro sono invece le candidature per nuove iscrizioni. Il primo sito è stato il Patrimonio naturale e culturale della regione di Ocrida, scelto nel 1979 in occasione della terza sessione del comitato del patrimonio mondiale; dal 2019 è stato esteso per includere anche la sponda albanese del lago omonimo. Il patrimonio aggiunto più di recente è stata l'estensione macedone del sito transnazionale Antiche faggete primordiali dei Carpazi e di altre regioni d'Europa, iscritta nella lista nel 2021 durante la quarantaquattresima sessione. Un sito è considerato misto, secondo i criteri di selezione, uno naturale; entrambi sono parte di siti transnazionali.

## Siti del Patrimonio mondiale
| Foto | Sito                                                                | Luogo | Tipo                        | Anno             | Descrizione |
| ---- | ------------------------------------------------------------------- | --- | --------------------------- | ---------------- | --- |
|      | Patrimonio naturale e culturale della regione di Ocrida             | Debarca, Ocrida, Struga (condiviso con l' Albania) | Misto (99; i, iii, iv, vii) | 1979-1980(-2019) | Superlativo fenomeno naturale, il lago di Ocrida offre rifugio a numerose specie endemiche di fauna e flora d'acqua dolce risalenti al periodo terziario. Situata sulle rive del lago, la città di Ocrida è uno dei più antichi insediamenti umani d'Europa. Sviluppatasi principalmente tra il VII e il XIX secolo, ospita il più antico monastero di lingua slava (San Pantaleone) e più di 800 icone in stile bizantino datate dall'XI alla fine del XIV secolo. Nelle acque poco profonde vicino alle sponde del lago, tre siti testimoniano la presenza di palafitte preistoriche, e la piccola penisola di Lin ospita i resti di una chiesa paleocristiana fondata a metà del VI secolo. |
|      | Antiche faggete primordiali dei Carpazi e di altre regioni d'Europa | Mavrovo e Rostuša (altri 93 sono in Albania, Austria, Belgio, Bosnia ed Erzegovina, Bulgaria, Croazia, Francia, Germania, Italia, Polonia, Rep. Ceca, Romania, Slovacchia, Slovenia, Spagna, Svizzera e Ucraina) | Naturale (1133; ix)         | 2021             | Questa proprietà transnazionale comprende 94 componenti in 18 paesi. Dalla fine dell'ultima era glaciale, il faggio europeo si è diffuso da poche aree di rifugio isolate nelle Alpi, Carpazi, Dinaridi, Mediterraneo e Pirenei in un breve periodo di poche migliaia di anni in un processo tuttora in corso. L'espansione di successo in un intero continente è legata all'adattabilità e alla tolleranza dell'albero alle diverse condizioni climatiche, geografiche e fisiche. In Macedonia del Nord la serie comprende la faggeta di Dlaboka Reka, sovrastante il villaggio di Žužnje nel Parco nazionale di Mavrovo.                                                                     |

## Siti candidati
| Foto | Sito                                         | Luogo            | Tipo                           | Anno       | Descrizione |
| ---- | -------------------------------------------- | ---------------- | ------------------------------ | ---------- | --- |
|      | Grotta Slatinski Izvor                       | Makedonski Brod  | Naturale (1917; vii, viii, ix) | 24/06/2004 | Si tratta del più lungo sistema di grotte esplorato della Macedonia del Nord. Le grotte si trovano presso il fiume Slatina, vicino al villaggio omonimo, e furono create probabilmente durante la glaciazione Würm. Diverse formazioni minerali si possono ammirare nel sistema di grotte; la dimensione degli elementi morfologici interni, come pendii, cascate, alvei asciutti, terrazzi fluviali, deposizione di sabbia, nonché il numero, la diversità e le dimensioni delle formazioni rupestri (stalattiti, stalagmiti), rendono la grotta un fenomeno naturale unico. È inoltre caratterizzata da interessanti elementi idrografici (fiume e lago sotterranei, sifone, stagni di travertino, sorgenti all'uscita dalla grotta), nonché dalla presenza di forme viventi troglobi. |
|      | Markovi Kuli                                 | Prilep           | Naturale (1918; vii, viii, ix) | 24/06/2004 | La massa rocciosa chiamata Markovi Kuli è composta da numerose e diverse forme di dilavamento che compongono una scultura eccezionalmente fine del rilievo. Questa fenomenale ricchezza di forme è dovuta principalmente alla composizione geologica del terreno composto da rocce metamorfiche (gneiss) interrotte da giovani graniti-granodioriti (ademeliti), al clima, al rilievo e alla copertura vegetale. La stessa conformazione del terreno e la favorevole posizione geografica hanno fatto sì che questa zona fosse costantemente popolata, fin dai tempi più remoti (età del bronzo, età del ferro, età antica e medievale). |
|      | Sito archeo-astronomico di Kokino            | Staro Nagoričane | Culturale (5413; i, ii, iii)   | 30/01/2009 | Si tratta di un complesso astronomico megalitico, situato sulla vetta della montagna Tatićev Kamen e risalente all'età del bronzo. Tagli segnaletici nella roccia indicano i punti in cui sorge il sole nei solstizi estivo e invernale, negli equinozi di primavera e autunno, e quelli in cui sorge la luna sull'orizzonte orientale, quando la sua declinazione è massima e minima in inverno e in estate. Il sito è stato scoperto nel 2001. |
|      | Chiesa di San Giorgio (Sv Gjorgji) Kurbinovo | Resen            | Culturale (6492; i, ii, iii)   | 27/11/2020 | L'immobile proposto, la chiesa di San Giorgio a Kurbinovo, rappresenta una delle più rare e preziose testimonianze dell'arte bizantina nella penisola balcanica. Il suo affresco rappresenta un originale e unico culmine di maestria artistica ai tempi di Comneno, che governò l'Impero bizantino dal 1081 al 1185. |